# هنري د. كوكي
هنري د. كوكي (بالإنجليزية: Henry David Cooke)‏ هو صحفي وسياسي أمريكي، ولد في 23 نوفمبر 1825 في ساندوسكي في الولايات المتحدة، وتوفي في 24 فبراير 1881 في واشنطن العاصمة في الولايات المتحدة. حزبياً، نشط في الحزب الجمهوري. وقد انتخب عمدة واشنطن العاصمة (28 فبراير 1871 – 13 سبتمبر 1873).